# かざぐるま (アルバム)
『かざぐるま』は、村下孝蔵が1986年にリリースした6枚目のオリジナル・アルバム。

## 解説
1年半ぶりのアルバム。
シングル「ねがい」「かざぐるま」を収録。
1994年にCD選書として、再リリースされている。

## 収録曲
- 全曲作詞・作曲：村下孝蔵
- 編曲：水谷公生

### SIDE 1
1. ねがい
2. 絵日記
3. やさしい瞳
4. 君すむ街へ
5. 二人の午後

### SIDE 2
1. かざぐるま
2. かすみ草
  - 『ひろしまフラワーフェスティバル』10周年記念公式テーマ曲『花たちの扉』（作詞：来生えつこ、編曲：高田弘、歌：ジュディ・オング）の歌詞を改めたもの。
3. 幸せの時間
  - 「かざぐるま」のB面曲。
4. 落葉
5. 人生